# Peter Strauß (Schauspieler, 1958)
Peter Strauß (* 1958 in Schladming) ist ein österreichischer Schauspieler.

## Leben
Peter Strauß studierte Schauspiel und Regie am Salzburger Mozarteum, das Studium schloss er 1980 mit Diplom ab. Theaterengagements führten ihn unter anderem an das Wiener Schauspielhaus und das Volkstheater, die Freie Volksbühne Berlin und das Theater Gruppe 80. Von 1990 bis 1993 war er Moderatorenchef von Radio CD International. Neben seiner Tätigkeit als Schauspieler ist er auch als Sprecher tätig, etwa als Station-Voice für Radio PL1 St. Pölten, sowie als Sprechtrainer. 2017 stand er für Dreharbeiten zur Folge Die vierte Frau der ORF/ZDF-Fernsehfilmreihe Die Toten vom Bodensee sowie für die Fernsehserie Vorstadtweiber vor der Kamera.

## Filmografie (Auswahl)
- 1983: Das Dorf an der Grenze – Kärnten 1966–1976
- 1986: Der Aufstand
- 1986: Erdsegen
- 1986: Mit meinen heißen Tränen
- 1987: Tatort: Der letzte Mord
- 1990: Wenn das die Nachbarn wüßten – Haus sucht Familie (1990)
- 1993: Die Leute von St. Benedikt (Fernsehserie, vier Episoden)
- 1994: Höhenangst
- 1995: Am Morgen danach
- 1997: Moritz Kowalsky – Die verschwundene Nachtigall
- 1997: Spurensuche
- 1997: Stockinger – Pfeile im Tennengau
- 1998: Kommissar Rex – Gefährlicher Auftrag
- 1998: Medicopter 117 – Jedes Leben zählt – Blinde Wut
- 1999: Die Neue – Eine Frau mit Kaliber – Nur der Tod ist umsonst
- 2000: Trautmann – Wer heikel ist, bleibt übrig
- 2001: Spiel im Morgengrauen
- 2002: Gebürtig
- 2002: Kommissar Rex – Bis zur letzten Kugel
- 2004: Die schöne Braut in Schwarz
- 2004: Hotel
- 2004: Trautmann – Das Spiel ist aus
- 2005: Die Country Kids aus der Steiermark (Fernsehserie, 13 Episoden)
- 2005: Ein Paradies für Tiere
- 2006: 8 × 45 – Austria Mystery (Episoden Das Eis bricht und Bruderliebe)
- 2006: Kotsch
- 2007: Die Fälscher
- 2007: Die Geschworene
- 2007: Vier Frauen und ein Todesfall – Blattschuss
- 2008: Mutig in die neuen Zeiten: Alles anders
- 2009: Das Vaterspiel
- 2009: Kleine Fische
- 2009: Schnell ermittelt – Sonja Horvath
- 2010: Die unabsichtliche Entführung der Frau Elfriede Ott
- 2010: Vier Frauen und ein Todesfall – Feierabend
- 2013: CopStories – Nackerpatzl
- 2013: Die Werkstürmer
- 2014: Tatort: Paradies
- 2014: Die Mamba
- 2015: Drei Eier im Glas
- 2015: Der Blunzenkönig
- 2017: Harri Pinter, Drecksau
- 2018: Die Toten vom Bodensee – Die vierte Frau
- 2018: Cops
- 2019: Walking on Sunshine
- 2019: Hubert ohne Staller – Bauernregel
- 2019: Landkrimi – Das dunkle Paradies
- 2021: Landkrimi – Flammenmädchen
- 2025: SOKO Donau/SOKO Wien – Eine Nacht in Zwentendorf (Fernsehserie)